# José Luis Prado Nogueira
José Luis Prado Nogueira (Ferrol, 29 de enero de 1919 - 15 de febrero de 1990) fue un militar y poeta español vinculado a la generación del 36.
Se traslada con su familia a Madrid en 1931. Cumpliendo el servicio militar en el Ministerio de la Guerra, es arrestado al comienzo de la guerra civil española (1936) por considerársele cercano a los sublevados, y encarcelado en el penal de Mora de Toledo. Allí entra en contacto (en 1938) con José García Nieto, que le introduce en el cultivo de la poesía. Terminada la guerra entró en la Escuela Naval de San Fernando (1940). Su primera obra poética, Testigo de excepción, se publicó en 1953, continuando con Oratorio del Guadarrama (1956) y Respuestas a Carmen (1958). Su carrera militar le llevó a distintos destinos hasta establecerse en Gijón entre 1958 y 1964. Allí escribió dos poemarios: Miserere en la tumba de R.N. (Premio Nacional de Poesía en 1960) y Sonetos de una media muerte (1963). Finalmente, se trasladó a Madrid, donde frecuentaba las tertulias del Café Gijón y el Ateneo, y siguió publicando: La carta (1960) y La rana (1969).
Francisco Umbral le hace este retrato literario en La noche que llegué al Café Gijón (1977): 

Había decidido abandonar los halagos de la forma para hacer una poesía humana, ética, llena de contenidos morales, y muy sencilla de forma, en apariencia. José Luis era un marino alto, triste, lento, con la cara llena siempre de un enfado infantil, y un bigote militar bien llevado, que se le ladeaba un poco.

Entre los críticos literarios de su obra estuvieron Melchor Fernández Almagro y Guillermo Díaz-Plaja. Vicente Araguas publicó una antología de sus poemas con el título Corazón de luz y llanto (2003).